# ダンカン・ジョーンズ
ダンカン・ジョーンズ（Duncan Zowie Haywood Jones、1971年5月30日 - ）は、イギリスの映画監督。

## 略歴

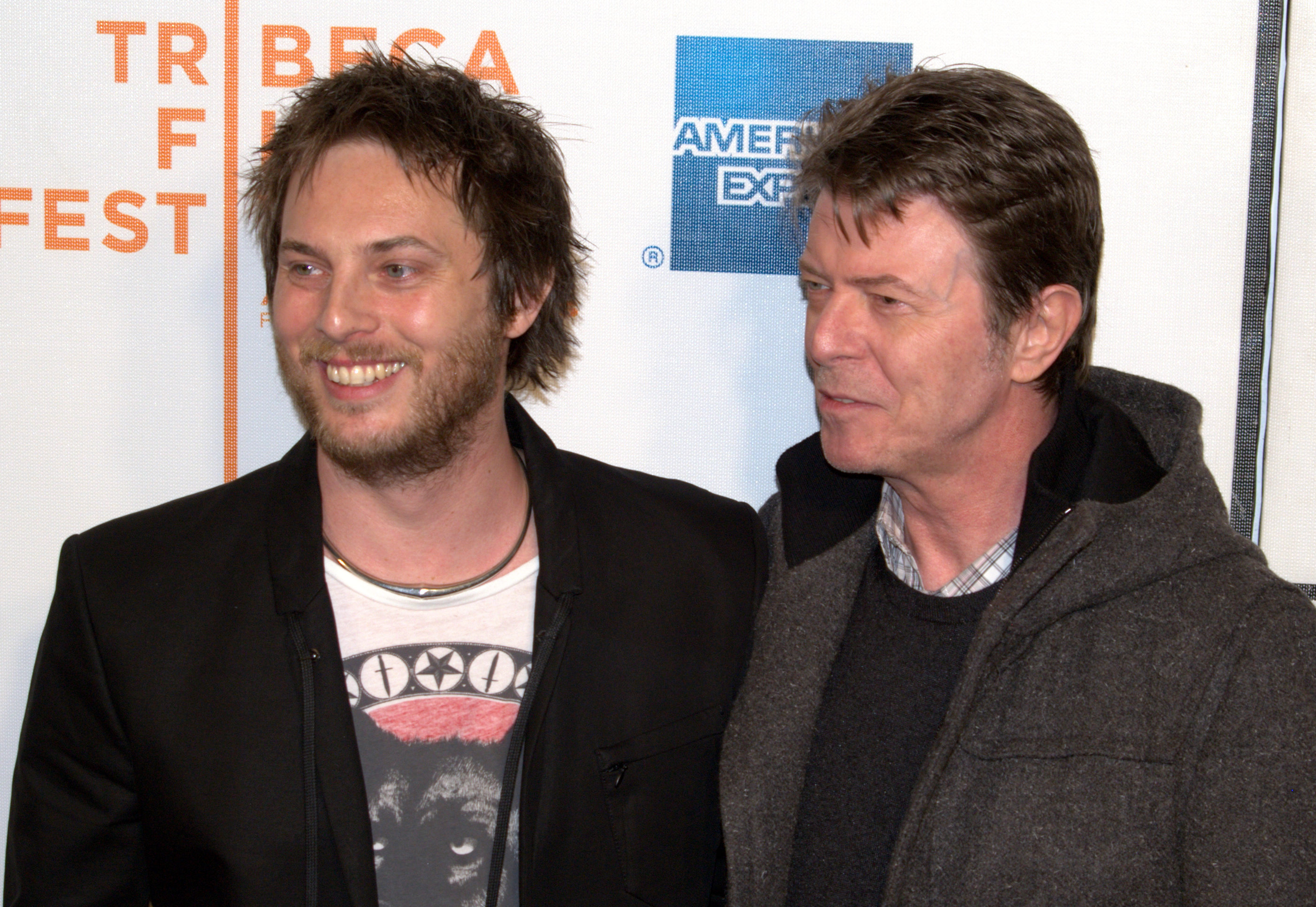
父のデヴィッド・ボウイと（2009年）

1971年、デヴィッド・ボウイ（本名：デヴィッド・ロバート・ジョーンズ）と最初の妻である元モデルのメアリー・アンジェラ・バーネットの元にケントで生まれる。幼少時はゾウイ・ボウイ（Zowie Bowie)の名でメディアに親しまれた。ボウイの4thアルバム『ハンキー・ドリー』に収録されている「Kooks」はゾウイ（ダンカン）の誕生に対して作られた曲である。幼少の頃は、ロンドン・ベルリン・ヴェヴェイなど各地で暮らした。
しかし9歳の時に両親が離婚。親権は父であるデヴィッド・ボウイの元に渡り、母とは休日に会えるだけであった。14歳からスコットランドの名門寄宿学校、ゴードンストウンに入学した。その後、ウースター大学で哲学を学び、ヴァンダービルト大学で博士号を取得する予定であったが、ロンドン・フィルム・スクールで映画制作を学ぶことを選んだ。
2012年6月、長年交際していたフォトグラファーのローニー・ロンクゥイロとの婚約を、父デヴィッドのフェイスブックで発表し、同年11月7日に結婚した。
2016年7月10日、長男が誕生。ボウイが亡くなってから、ちょうど6ヵ月後に誕生した初孫はステントン・デヴィッド・ジョーンズと名づけられ、ミドルネームは祖父から命名された。

## 監督作品
- WHISTLE Whistle（2002年）- 監督・脚本・Co-プロデュース
- 月に囚われた男 Moon (2009年) - 監督・脚本
- ミッション: 8ミニッツ Source Code (2011年) - 監督
- ウォークラフト Warcraft (2016年) - 監督・脚本
- Mute/ミュート Mute (2017年) - 監督・原案・脚本